# Stefan Tomović
Stefan Tomović, né le 14 octobre 2001 à Kruševac en Serbie, est un footballeur serbe qui évolue au poste de milieu offensif au FK Spartak Subotica.

## Biographie

### En club
Né à Kruševac en Serbie, Stefan Tomović est formé par le club local du FK Trayal Kruševac (en) puis au FK Brodarac (en) avant de rejoindre le FK Proleter Novi Sad. Il joue son premier match en professionnel avec ce club, le 7 février 2021 face au FK Rad Belgrade, en championnat. Il est titularisé et son équipe s'incline par un but à zéro. Il inscrit son premier but dix jours plus tard contre le OFK Bačka, toujours en championnat. Il participe ainsi à la victoire de son équipe par deux buts à zéro.
Après une saison pleine au FK Proleter Novi Sad où il inscrit 8 buts en 26 matchs de championnats, il quitte le club, relégué en deuxième division, et rejoint en juin 2022 le FK Čukarički,.
Tomović inscrit son premier but pour le FK Čukarički le 4 février 2023, lors d'une rencontre de championnat face au FK Spartak Subotica. Il entre en jeu et participe à la victoire de son équipe (1-3 score final).
Le 19 janvier 2024, Stefan Tomović rejoint le FK Spartak Subotica. Il signe un contrat courant jusqu'en juin 2027.

### En sélection
En mars 2022, Stefan Tomović est appelé avec l'équipe de Serbie espoirs.